# Acantholeucania curvula
Acantholeucania curvula är en fjärilsart som beskrevs av Walker 1856. Acantholeucania curvula ingår i släktet Acantholeucania och familjen nattflyn. Inga underarter finns listade i Catalogue of Life.